# Bellicher
Bellicher est une série télévisée néerlandaise en dix épisodes de 50 minutes diffusée du 7 novembre 2010 au 17 mars 2013 sur VPRO.
En France, seule la deuxième mini-série Bellicher : une vie volée a été diffusée à partir du 20 juillet 2014 sur Canal+. Rediffusion dans Serial Thriller à partir du 16 août 2016 sur 13e rue. Elle reste inédite dans les autres pays francophones.

## Distribution
- Daan Schuurmans : Michael Bellicher
- Anna Drijver : Kirsten Bellicher
- Benja Bruijning : Vince Batte
- Marc Klein Essink : Wolbert Allaart
- Aafke Buringh : Jessica Bellicher

### Première saison seulement
- Theo Maassen (nl) : Huib Breger

### Deuxième saison seulement
- Tim Murck : Richard Allaart
- Lykele Muus : Jonse
- Anniek Pheifer : Guusje van Donnee
- Huub Stapel : Steiner
- Manoushka Zeegelaar-Breeveld : Margot Westerveld

## Version française
- Société de doublage : Dubbing Brothers
- Direction artistique :
- Adaptation des dialogues :

## Épisodes

### Première saison:De Macht van meneer Miller(2010)
1. De zelfmoord
2. De vlucht
3. Het complot
4. Brussel

### Deuxième saison:Une vie volée(Cel, 2013)
La deuxième saison n'a pas de titre original dans son pays d'origine.
1. Téléscopage
2. Le Nom d'un autre
3. Fuite en avant
4. Témoins anonymes
5. Question de méthode
6. La Vie d'avant